# طب أسنان الخيول

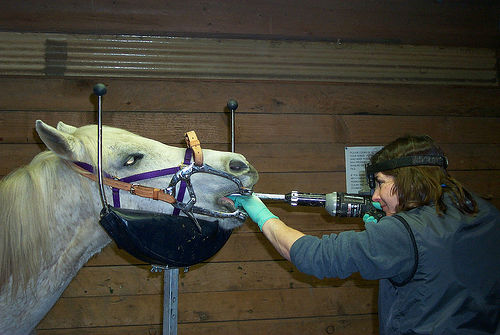
طبيب بيطري يقوم بإجراء علاجي لأسنان فرس رمادية.

طب الأسنان للخيول هو علم ممارسة طب الأسنان على الخيول، وهو يشمل كل من دراسة وتشخيص ووقاية وعلاج أمراض واضطرابات وإصابات تجويف الفم ومنطقة الوجه والفكين والتراكيب المجاورة والمرتبطة بها.
تختلف ممارسة طب الأسنان للخيول اختلافًا كبيرًا حسب منطقة ممارسة تلك المهنة، وعليه يختلف المسموح من الإجراءات الطبية يمكن أن يتم إجراؤها من قبل الأطباء البيطريين (في كل من الممارسة العامة والمتخصصة)، والمهنيين المتخصصين الذين يطلق عليهم مسمى تقنيي الخيول أو أطباء الأسنان الخيول، وأحيانا من قبل الهواة، كمالكي الخيول مثلا، وذلك حسب مستوى التدريب.
في بعض المناطق، قد تقتصر عملية ممارسة كامل طب الأسنان للخيول، أو فروع معينة في طب الأسنان للخيول، على المتخصصين ذوي المؤهلات أو الخبرة فقط، في حين أنه في مناطق أخرى لا يوجد أية قوانين أو أنظمة تحكم الموضوع.

## التاريخ
كانت عملية طب الأسنان الخيول تمارس منذ قرابة 600 سنة قبل الميلاد في الصين. فلطالما كان ذلك أمرا مهما لتقييم عمر الخيل.  كما تمت ممارسة طب أسنان الخيول في اليونان القديمة، حيث قام العديد من العلماء بتدوين ملاحظاتهم حول طب الأسنان للخيول، ويشمل ذلك أرسطو الذي قدم سردا لأمراض اللثة في الخيول في كتابه تاريخ الحيوانات. نفس الأمر في روما حيث قدم ريناتوس علومه حول طب الأسنان للخيول في مخطوطته «الفن البيطري» . 
في السنوات التالية، أدت أهمية الأسنان في عملية تقييم عمر الخيول إلى استعمال طب الأسنان الخيول لأغراض الاحتيال، حيث قام الملاك والتجار بتعديل أسنان الخيول لمحاكاة أشكال الأسنان وخصائص الخيول الأصغر من العمر الفعلي للخيول. 
تأسست أول مدرسة بيطرية لطب الأسنان في ليون، فرنسا عام 1762 وأنتجت تلك المدرسة معرفة وعلوما كثيرة حول طب الأسنان لدى الخيول والحيوانات الأخرى. 

## فنيو أسنان الخيول
فنيو أسنان في الخيول، والذين يُعرفون أيضًا بالعامية باسم أطباء الأسنان للخيول ( على الرغم من أن هذا لا يعكس لقبهم الرسمي )، هم متخصصون بيطريون في أعمال الأسنان الروتينية الخاصة بالخيول، مثل القيام بإجراءات تخشين الحواف الحادة للأسنان، والمعروفة أيضًا باسم «التعويم» .
نطاق الممارسة قد يحكمها القانون. على سبيل المثال، في المملكة المتحدة، يمكن لأي شخص، وبدون أي مؤهلات، فحص أسنان الخيول وعلاجها باستخدام الأدوات اليدوية، أو إزالة الأسنان اللبنية، وغيرها من الإجراءات الغير جراحية، في المقابل، فقط فنيو الخيول المؤهلين أو الأطباء البيطريين المؤهلين هم من يمكنهم خلع الأسنان، علاج الأسنان المكسورة واستخدام أدوات طب الأسنان الآلية. 

## العلاقة بين الأطباء البيطريين والممارسين
يوجد تاريخ طويل من العداء بين الأطباء البيطريين المؤهلين بالكامل والأشخاص العاديين الذين يمارسون طب الأسنان للخيول. وقد أدى ذلك في بعض الحالات إلى زيادة المشاريع الطوعية والتنظيمية في هذا القطاع. ففي المملكة المتحدة في أوائل التسعينات، اشترك الطرفان لإنشاء سجل للمهنيين المؤهلين ونظام رسمي للفحص.  ورغم أنه ليس إلزاميًا، إلا أنه منح الأشخاص المؤهلين نطاقًا واسعًا من حقوق ممارسة الإجراءات التي عادة ما يؤديها الأطباء البيطريين. 
في الولايات المتحدة، تم مقاضاة العديد من الممارسين العاديين والحصول على أحكام ضدهم. تشمل السوابق القضائية في الولايات قضية في ميسوري منعت فعليًا ممارسة طب الأسنان للخيول لغير الأطباء البيطريين. 